# OGLE-2006-BLG-109Lb
OGLE-2006-BLG-109Lb는 궁수자리에 있는, 지구에서 4900광년 떨어진 곳에 있는 외계 행성이다. 이 행성은 2008년 중력 렌즈를 이용하여 발견되었다. b의 질량은 목성의 71퍼센트 수준으로, 토성 질량과 비슷한 동반 행성 c와 함께 우리 태양계의 목성과 토성이 배열되어 있는 것과 비슷한 배치를 보여준다.

## 같이 보기
- 큰곰자리 47 b
- OGLE-2005-BLG-390Lb
- OGLE-2006-BLG-109Lc
- Wow! 신호